# Fonteny
Fonteny é uma comuna francesa na região administrativa de Grande Leste, no departamento de Mosela. Estende-se por uma área de 15,7 km². Em 2010 a comuna tinha 140 habitantes (densidade: 8,9 hab./km²).